# Féy
Féy ist eine französische Gemeinde mit 741 Einwohnern (Stand 1. Januar 2022) im Département Moselle in der Region Grand Est (bis 2015 Lothringen). Sie gehört zum Arrondissement Metz.

## Geographie
Féy liegt in Lothringen, auf der rechten Seite der Mosel, zwölf Kilometer südwestlich von Metz und acht Kilometer nordwestlich von Verny, auf einer Höhe zwischen 191 und 215 m über dem Meeresspiegel, die mittlere Höhe beträgt 361 m. Das Gemeindegebiet umfasst 5,75 km².

## Geschichte
Der Ort gehörte im Mittelalter zum Bistum Metz. Der Ortsname hat sich wahrscheinlich aus dem lateinischen Wort fagetum für Buchenwald entwickelt.
Durch den Frankfurter Frieden vom 10. Mai 1871 kam die Region an das deutsche Reichsland Elsaß-Lothringen, und das Dorf wurde dem Landkreis Metz im Bezirk Lothringen zugeordnet. Die Dorfbewohner betrieben Getreide-, Ölsaat-, Wein-,  Obst- und Gemüsebau.
Nach dem Ersten Weltkrieg musste die Region aufgrund der Bestimmungen des Versailler Vertrags 1919 an Frankreich abgetreten werden. Im Zweiten Weltkrieg war die Region von der deutschen Wehrmacht besetzt.
Das Dorf trug 1915–1919 den eingedeutschten Namen Buch in Lothringen und 1940–1944 Buchen.

### Demographie
| Anzahl Einwohner seit Ende des Zweiten Weltkriegs | Anzahl Einwohner seit Ende des Zweiten Weltkriegs | Anzahl Einwohner seit Ende des Zweiten Weltkriegs | Anzahl Einwohner seit Ende des Zweiten Weltkriegs | Anzahl Einwohner seit Ende des Zweiten Weltkriegs | Anzahl Einwohner seit Ende des Zweiten Weltkriegs | Anzahl Einwohner seit Ende des Zweiten Weltkriegs | Anzahl Einwohner seit Ende des Zweiten Weltkriegs | Anzahl Einwohner seit Ende des Zweiten Weltkriegs |
| Jahr                                              | 1962                                              | 1968                                              | 1975                                              | 1982                                              | 1990                                              | 1999                                              | 2007                                              | 2019                                              |
| ------------------------------------------------- | ------------------------------------------------- | ------------------------------------------------- | ------------------------------------------------- | ------------------------------------------------- | ------------------------------------------------- | ------------------------------------------------- | ------------------------------------------------- | ------------------------------------------------- |
| Einwohner                                         | 215                                               | 236                                               | 285                                               | 500                                               | 487                                               | 574                                               | 593                                               | 730                                               |

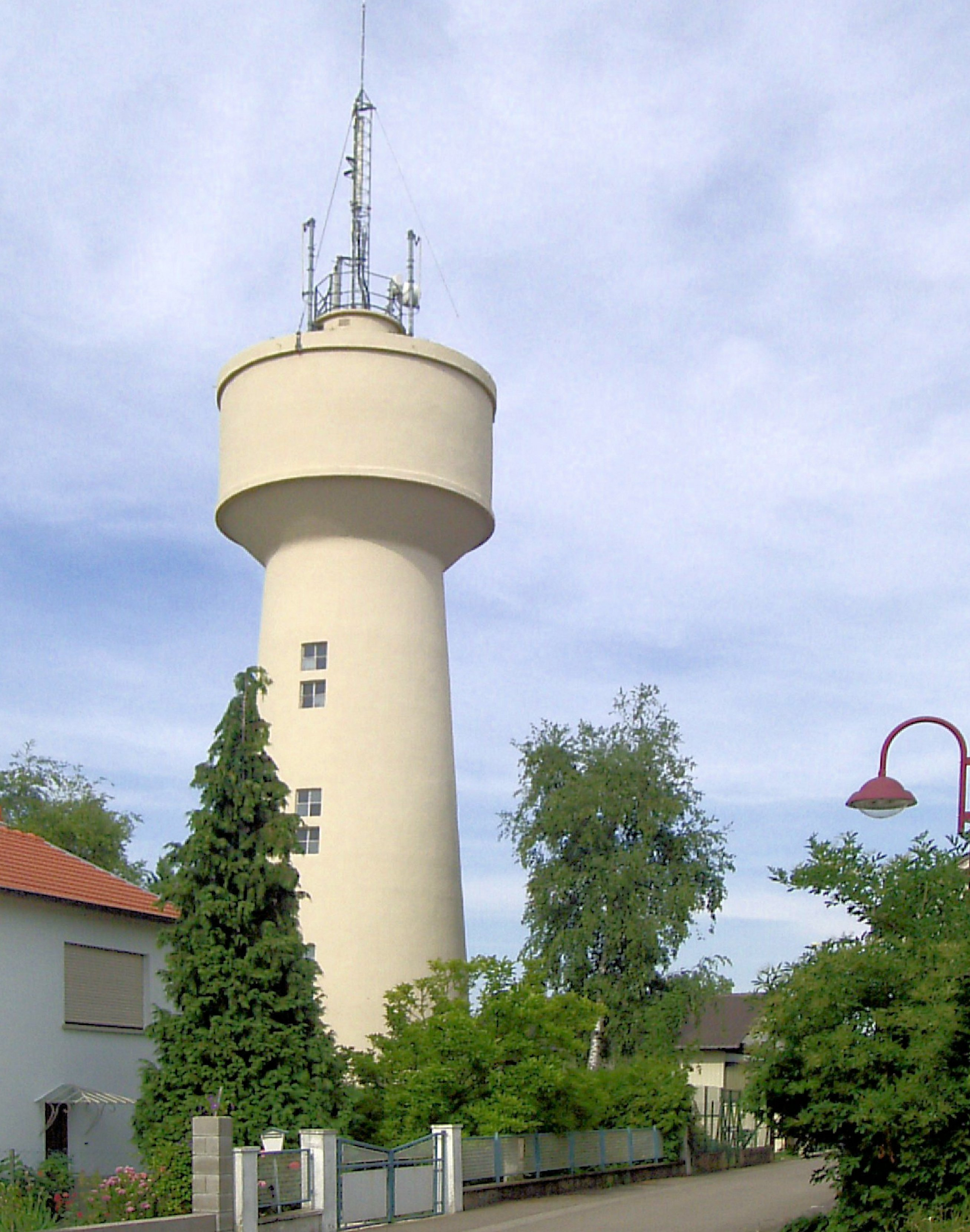
Wasserturm
Kirche St. Peter in Ketten